# Pauline de Württemberg
Ducesa Pauline Therese Luise de Württemberg (4 septembrie 1800 - 10 martie 1873) a fost fiica lui Louis de Württemberg și a Henriettei de Nassau-Weilburg. Prin căsătoria cu regele Wilhelm I de Württemberg, a devenit regină de Württemberg.